# The Rev
The Rev właśc. James Owen Sullivan (ur. 9 lutego 1981, zm. 28 grudnia 2009) – amerykański perkusista, wokalista i kompozytor. W latach 1999–2009 członek zespołu Avenged Sevenfold.
The Rev w zespole Avenged Sevenfold pełnił również rolę pianisty. Jego gra może być słyszalna w utworach: "Seize the Day", "Fiction", "Save Me", "Almost Easy" i "Warmness on the Soul".

## Śmierć
The Rev został znaleziony martwy 28 grudnia 2009 roku, w jego domu w Huntington Beach w Kalifornii. Przyczyną śmierci muzyka było zatrucie oksykodonem, oksymorfonem, diazepamem, nordazepamem i alkoholem. Uroczystości pogrzebowe odbyły się 5 stycznia 2010 roku, dzień później Sullivan został pochowany. Trzy dni przed śmiercią napisał utwór "Fiction", który jest traktowany jako pożegnanie.

## Legenda
Jego zestaw perkusyjny z trasy "Taste of Chaos" z 2008 roku można oglądać w Hard Rock Hotel w Las Vegas, a bębny z 2007 roku są eksponowane przez Hard Rock Cafe w Gatlingburg, w stanie Tennessee.

## Inspiracje
Perkusistami mającymi wpływ na jego grę byli Vinnie Paul, Mike Portnoy, Joey Jordison i Terry Bozzio. Wynikiem inspiracji była charakterystyczna figura zwana "The Double Octopus" - szybka partia gra na talerzu ride oraz podwójnej stopie. Jest ona słyszalna w utworach "Demons",  "Crossroads", "Dancing Dead"oraz "Almost Easy".

## Instrumentarium
| Talerze perkusyjne Sabian - 14" AAX X-Celerator hats - 22" AAX Metal Ride - 12" HH Mini Chinese - 19" AAX X-Treme Chinese - 16" AAX X-Plosion Crash - 10" AAX Splash - 8" Chopper Disk - 11" AAX Max Splash - 18" AAX X-Plosion Crash - 22" AAX Metal Ride - 12" Ice Bell - 19" Paragon Chinese | Bębny DW Collector Series - 22"x18" Bass Drum (3x) - 14x5 Lava Oyster Maple Snare Drum - 8"x5" Tom tom (tylko w studio) - 8"x7" Tom tom - 10"x8" Tom tom - 12"x9" Tom tom - 14"x11" Tom tom - 16"x14" Tom tom - 18"x16" Tom tom Pałki perkusyjne Pro-Mark - Sygnowane: AA Metal X CR |

## Nagrody i wyróżnienia
| Rok  | Kategoria    | Nagroda                     | Uwagi   |
| ---- | ------------ | --------------------------- | ------- |
| 2010 | Best Drummer | Revolver Golden Gods Awards | Laureat |

Przez magazyn Ultimate Guitar w kategorii "Najlepszego Perkusisty Wszech Czasów" został sklasyfikowany na ósmym miejscu, wyżej od Billa Warda z Black Sabbath, a niżej od Keith Moon'a z zespołu The Who.